# Dioctria wiedemanni
Dioctria wiedemanni är en tvåvingeart som beskrevs av Johann Wilhelm Meigen 1820. Dioctria wiedemanni ingår i släktet Dioctria och familjen rovflugor.
Artens utbredningsområde är Frankrike. Inga underarter finns listade i Catalogue of Life.